# 揺動散逸定理
揺動散逸定理（ようどうさんいつていり、英: fluctuation-dissipation theorem, FDT）とは、「熱力学的平衡状態にある系が外部から受けたわずかな摂動に対する応答（線形近似できるとする）が、自発的なゆらぎに対する応答と同じである」という仮定から導かれる統計力学の定理である。つまり、熱力学系の平衡におけるゆらぎと抵抗（抗力）の間にある関係を示すものである。

## 概要
一般的な揺動散逸定理は、熱平衡状態における微視的な分子運動と巨視的に観測できる応答との関係を示すものであり、線形モデルで物質の微視的性質を説明する線形応答理論によって説明される。
この仮定は外力が分子間力に比較して小さく、緩和速度に与える影響が無視できる、ということに当たる。

## 具体例
揺動散逸定理は古くから特殊な場合について知られており、その例を以下に挙げる。

### ブラウン運動
1905年、アルベルト・アインシュタインは、ブラウン運動に関する論文を著し、ブラウン運動を起こしている不規則な運動が、流れの中で粒子を引き留める力をも生み出すことを明らかにした。つまり、静止流体でのゆらぎは流体を流す外力を与えた場合の摩擦力、すなわち散逸的な力と共通の原因を有するということである。ブラウン運動に関するアインシュタイン-スモルコフスキーの関係式は次で与えられる：
{\displaystyle D={\mu k_{\mathrm {B} }T}.}
ここでD は粒子の拡散係数、μ は移動度（外力F に対する粒子の終端ドリフト速度 vd の比 μ = vd/F ）であり、この式が両者の関係を示している。またkB  はボルツマン定数、T は熱力学温度である。この関係式は1906年にアインシュタインとは独立して、当時のオーストリア＝ハンガリー帝国のポーランド人科学者、マリアン・スモルコフスキー（英語: Marian Smoluchowski） が発見している
。

### 熱雑音
1926年、ジョン・バートランド・ジョンソンが熱雑音を発見し1928年にハリー・ナイキストがこれを理論的に説明した。電流のない状態では二乗平均電圧 ⟨V 2⟩ は電気抵抗 R 、温度 kBT 、および帯域幅 Δν に依存し、次のようになる：
{\displaystyle \langle V^{2}\rangle =4Rk_{\mathrm {B} }T\Delta \nu .}